# Francisca Tomàs Suau
Francisca Tomàs Suau   (Palma, 1943 - València, 7 de maig de 2025) va ser una cuinera mallorquina.

## Biografia
Va créixer al barri de Santa Catalina (Palma) en plena postguerra. Als 15 anys va escriure el seu primer receptari de cuina. Es casà i va tenir dues filles. Més endavant, va exercir de professora de pintura fins que li va sorgir l'oportunitat de dedicar-se a la cuina, que és el que realment li apassionava.
La seva primera aparició televisiva fou l'any 1998 en un concurs televisiu de la cadena Antena 3 anomenat Un menú de 7 estrellas, amb el qual va guanyar, entre altres premis, un apartament a Torrevella. En el programa, presentat per Agustín Bravo, hi concursaven aficionats a la cuina i es premiaven les receptes tradicionals, de temporada i senzilles amb poc pressupost. Després del primer salt a la pantalla gran, va passar a fer feina a Telenova, al programa Planta baixa, en el qual participava i que enregistrava des de casa seva, atenent telefonades en directe. L'any 2000, va treballar a Última Hora Radio. Des del 2005 treballà a IB3 Televisió, on presentà el programa Sa bona cuina de Paquita Tomàs. L'emissió del programa va ser un èxit i un dels més vistos de la cadena autonòmica.
S'han publicat diversos col·leccionables per fascicles de receptes seves. El 2008 va veure la llum el seu primer llibre, La cuina de sempre amb Paquita Tomàs, editat en català, castellà, anglès i alemany. Va morir a València el 7 de maig de 2025 després d'una llarga malaltia.